# Stormfall: Age of War
Stormfall: Age of War (укр. Штормопад: Епоха війни) — соціальна браузерна відеогра 2012 року, розроблена та випущена Plarium для браузерів, у листопаді стала доступною на Facebook.

## Ігровий процес
Stormfall: Age of War ставить перед гравцями завдання зміцнити армію та фортецю у вигаданому Королівстві Темряви.
Гравці повинні застосовувати стратегічні навички, щоби будувати замки, управляти ресурсами та брати участь у війні між гравцями під керівництвом лорда Оберона, захисника Штормопаду. Гра має ізометричний кут огляду зверху вниз та 2D-графіку в стилі ретро. Військові підрозділи гравців можуть здійснювати набіги на ворожі бази, захищати власну базу, а також брати участь у груповій війні в системі ліг.

## Огляди
Гра стала однією з двадцяти найбільш швидкозростаючих ігор на Facebook у всьому світі, за словами Жюльєна Кодорніу, керівника європейських партнерських програм Facebook у 2013 році. Піт Девісон з Adweek назвав Stormfall «дуже солідним доповненням до зростаючої лінійки стратегій у соціальній мережі» (маючи на увазі Facebook), і написав, що вона «вирізняється міцним ігроладом, розумною (хоча й дещо непослідовною) подачею і великою кількістю цікавих речей, які можна зробити».